# Gladiolus communis
{{#ifeq:0|0|{{#if:|{{#if:Gladioluscommunis|[[]}}|}}}}
Gladiolus communis — вид квіткових рослин родини півникові (Iridaceae). лат. communis — «загальний».

## Опис
Це багаторічна трав'яниста рослина, яка досягає висот від 0,5 до 1 м. Утворює бульби з діаметром близько 20 мм. Стебло нерозгалужене. Листки чергові, поширюється у двох рядках на стеблі, приблизно від 10 до 70 сантиметрів в довжину і від 0,5 до 2,2 сантиметрів шириною; краї гладкі.
Суцвіття містять від 10 до 20 квіток. Квіткова трубка довжиною близько 10—12 мм. Квіти червонувато-фіолетові з білими смугами посередині. Основний час цвітіння з червня по липень, частково він починається в травні й триває до жовтня.
Капсула плоду має довжину від 18 до 24 мм і містить багато насіння. Широке крилате насіння має діаметр від 4 до 6 мм.

## Поширення
Росте в Середземноморському регіоні (у тому числі Криму), Ірані й Кавказі. Рослина була поширеною декоративною рослиною до першої половини 19-го століття, але потім була замінена садовим гладіолусом (Gladiolus × hortulanus-гібриди)

## Галерея

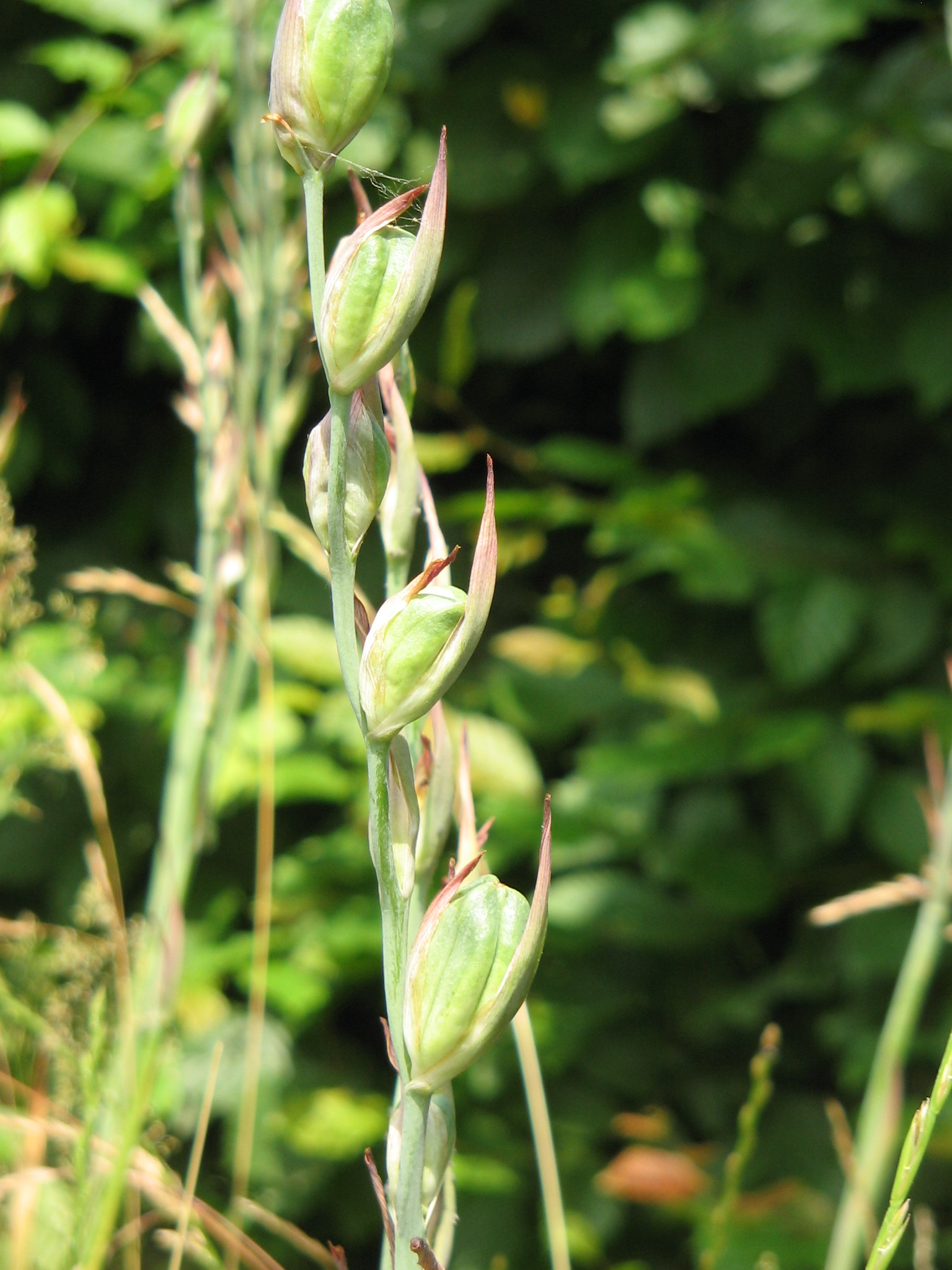
Плодові капсули
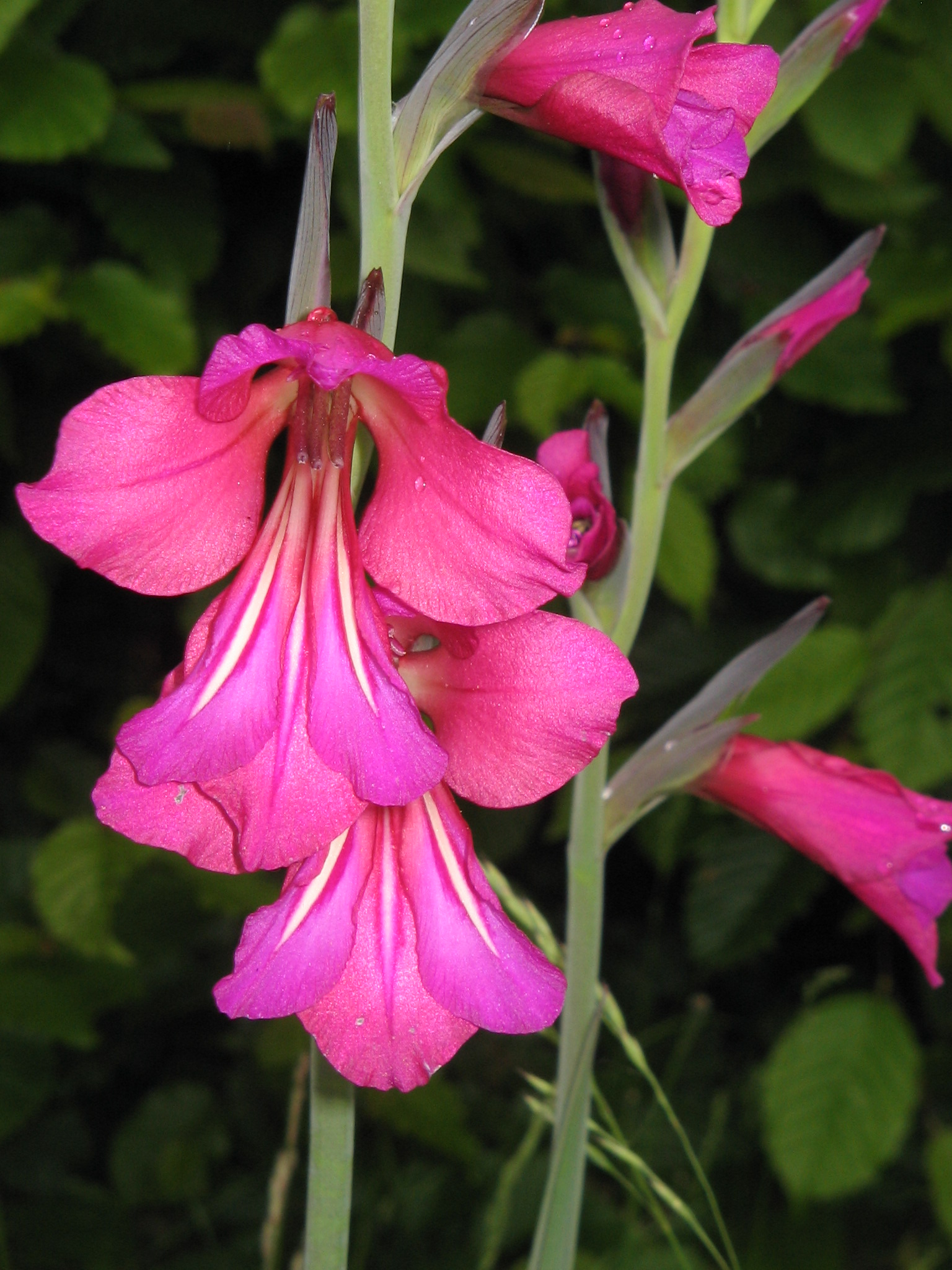
Квіти
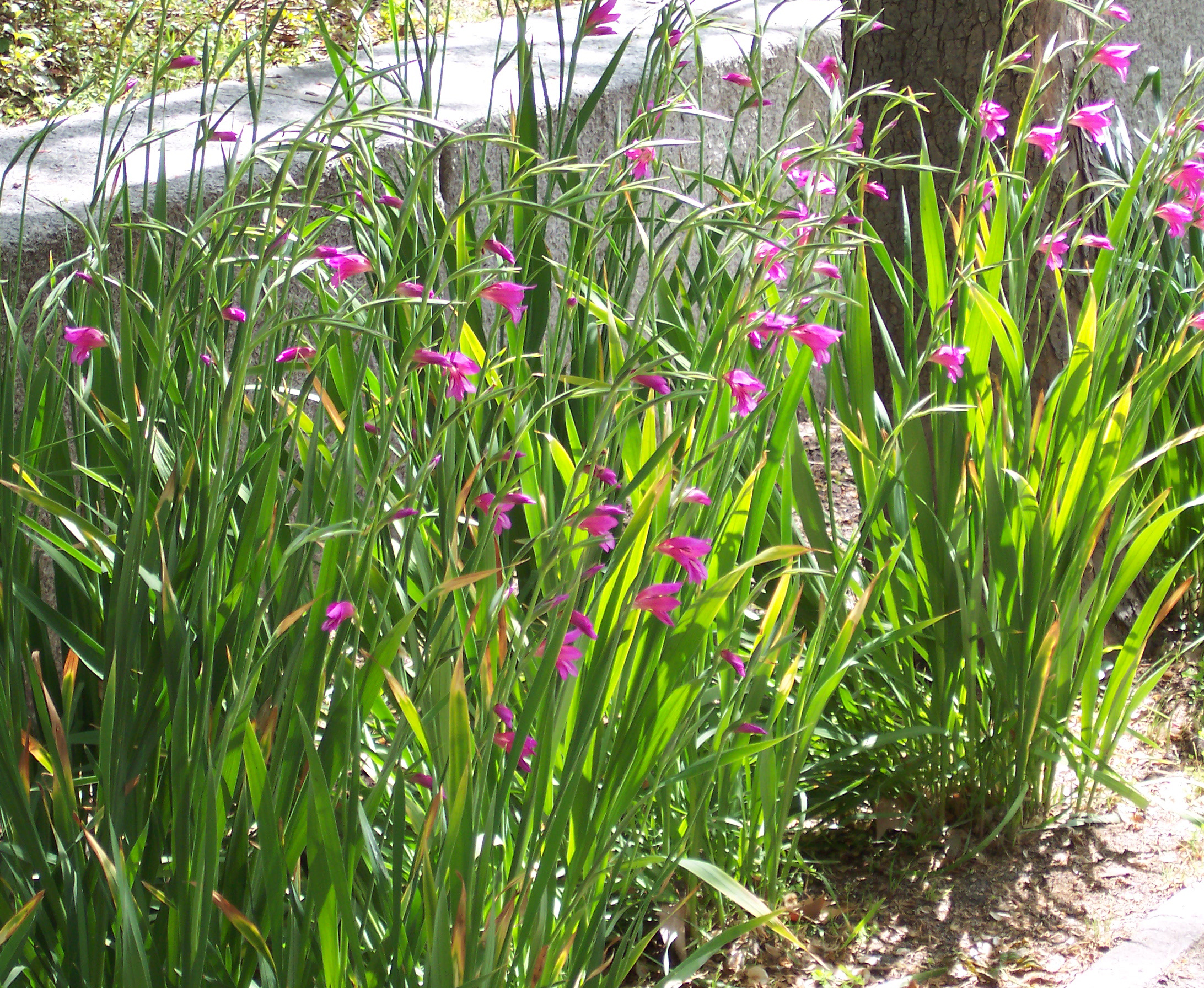
Рослини

| Гібіскус | Це незавершена стаття про квіткові рослини. Ви можете допомогти проєкту, виправивши або дописавши її. |